# Massey Ferguson
Massey Ferguson Limited fou una companyia de fabricació d'equipament per a l'agricultura formada arran de la fusió entre les companyies Massey Harris i Ferguson Tractor Company a la dècada dels 50 del segle xx, que després d'un empetitiment a causa de dificultats econòmiques, acabà fent fallida a la dècada dels 90. Avui en dia, Massey Ferguson és únicament un nom de marca comercial utilitzada per la companyia AGCO Corporation.

## Història
La firma fou fundada el 1847 a Newcastle, Ontario (Canadà) per Daniel Massey com la "Newcastle Foundry and Machine Manufactory". La companyia començà fabricant algunes de les primeres màquines de segar i batre mecàniques del món, primer ensamblant parts provinents dels Estats Units i, finalment, dissenyant i fabricant els seus propis equips.
La firma fou expandida per Hart Almerrin Massey qui la reanomenà com a "Massey Manufacturing Co." i el 1879 es traslladà a Toronto on es convertí en l'empresa amb més treballadors de la ciutat, començant a vendre els seus productes internacionalment tot beneficiant-se dels incentius estatals per competir amb els productes dels Estats Units.
El 1891, Massey es fusionà amb la "A. Harris, Son & Co. Ltd." per esdevenir la "Massey-Harris Co.", el major fabricant d'equips agrícoles de l'Imperi britànic. El 1910, la companyia expandeix les seves fàbriques als Estats Units, sent la primera multinacional canadenca, introduint la primera màquina de segar i batre autopropulsada i un dels primers tractors de tracció integral.
El 1953, la companyia es fusionà novament, aquest cop amb la "Ferguson Company" i s'anomenà "Massey-Harris-Ferguson", abans de prendre el seu nom actual l'any 1958, però ràpidament començaren els problemes financers per culpa d'una major competència internacional i una disminució de la importància de l'agricultura a l'economia mundial.
Així i tot, en aquesta època Massey-Ferguson estava venent un 25% més de tractors que els seus competidors més propers. Des de 1962, Massey-Ferguson ha estat la marca líder en tractors i avui dia s'estima que hi ha més tractors Massey-Ferguson al món que qualsevol altra marca.

## Equips agrícoles: producció actual
- Tractors

MF 200 series; MF 300 series; MF 400 series (EU Compliant); MF 600 series; MF 2400 series - Compact; MF 2400 series - Utility; MF 3400 series; MF 3400c series; MF 5300 series; MF 5400 series; MF 6400 series; MF 6400 Panoramic Cab; MF 7400 series; MF 7400 Panoramic Cab; MF 8400 series.
- Màquines de segar i batre

ACTIVA series; BETA series; CEREA series; MF 3640 - MF 5650 series; MF 8780 (Rotary) series
- Plataformes de collita

MF 1000 - MF 1200 series
- Enfardadores

MF 1800 series (Small); MF 2100 series (Large)
- Rotoenfardadores

MF 163F - MF 169V; MF 2600 Hesston series; MF 2700 Hesston series
- Afileradora autopropulsada

MF 9000 Hesston Series
- Plantadora

MF 555 series
- Carregadora

MF 900 series; MF 8900 series
- AgTV

MF 400 - MF 650 series
- Petrol Ride-On Mowers

MF 2107 - MF 3320HE series
- Retalladora de gespa professional

MF 2927D series